# Gulasch

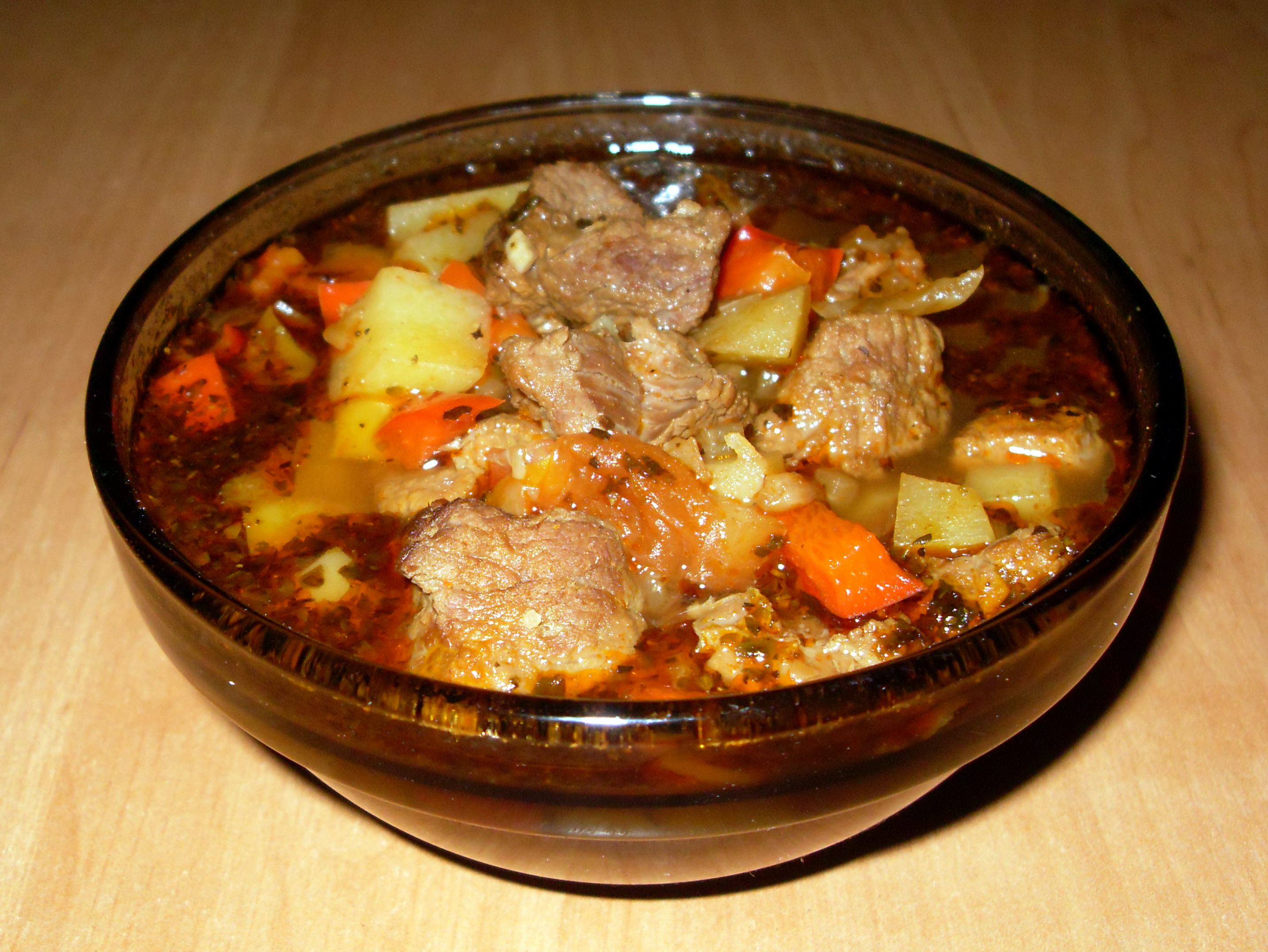
Il gulasch.

Gulasch è l'adattamento tedesco dell'ungherese gulyás, aggettivo derivato da gulya "mandria di bovini", che nella gastronomia ungherese indica una preparazione utilizzata soprattutto per la carne bovina, ma adattabile anche per carne di pollo, carne ovina e perfino pesce, che si è poi diffusa in tutta l'Europa centro-orientale e centrale (da cui la grafia gulasch usata nei paesi di lingua tedesca; serbocroato gulaš; sloveno golaž; romeno gulaș; polacco gulasz; ceco e slovacco guláš).

## Descrizione
Nonostante all'infuori dell'Ungheria si usi definire gulasch la preparazione compiuta, gulyás in ungherese è un aggettivo, che potrebbe tradursi con "alla bovara", e non si utilizza se non unito a un sostantivo: per esempio gulyás-leves (zuppa alla bovara) o gulyás-hus (carne alla bovara).
Si tratta di una preparazione per lo più semiliquida (zuppa), che i mandriani cucinavano dentro un grande paiolo messo sopra un fuoco alimentato dalla legna all'aperto quando, ad esempio, trasportavano i pregiati bovini grigi di razza podolica (razza bovina dalle lunghe corna) dalla pianura della pusta ai mercati di Moravia, Vienna e Norimberga.
Questo piatto sostanzioso a base di carne, lardo, soffritto di cipolle e carote, patate e paprica era l'ideale per sostenere il duro lavoro di quei bovari discendenti di un popolo di cavalieri che era sceso in Europa verso la fine del secolo IX dalla steppa del Caucaso.
Ma fu solamente verso la fine del XVIII secolo che il gulasch dalla prateria arrivò ad essere conosciuto dalle famiglie borghesi, per poi apparire sulla tavola del popolo insieme ad altri stufati di carne, come i paprikás aggiustati con la farina, la paprica e la tejföl (la panna acida), o il pörkölt, chiamata anche la "rosolata della pusta". A varcare però i confini nazionali per entrare nei menu di tante nazioni fu solamente il gulasch.
Mentre nella sua forma originale è essenzialmente una zuppa a base di carne, in diverse varianti; altrove, soprattutto fuori dall'Ungheria e dalla Slovacchia, viene cotto tanto finché, asciugandosi, diviene una specie di spezzatino. Il colore rosso è dato dalla paprica immessa in abbondanza, che, contrariamente a quanto si possa credere fuori dall'Ungheria, non è molto piccante (infatti la parola paprika in ungherese significa peperone).
È quindi corretto affermare che in realtà, nella variante più conosciuta, soprattutto in Italia, il gulasch si avvicini decisamente di più al pörkölt che ad un gulyás-leves.